# Bandrobot

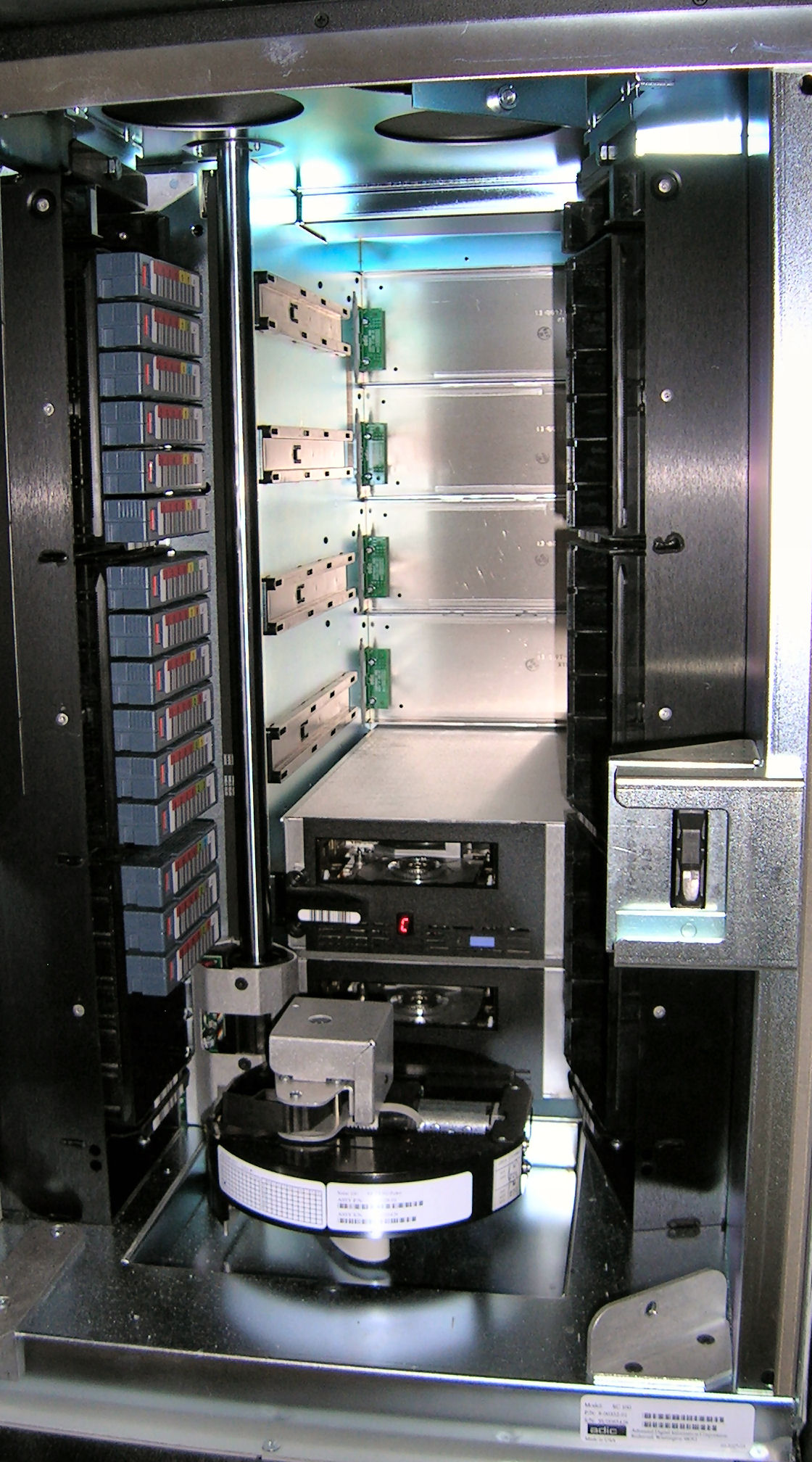
ADIC Scalar 100, exempel på en bandrobot

Bandrobot är en "intelligent" säkerhetskopierings-enhet som byter och katalogiserar band som används för säkerhetskopiering av elektronisk data. Typiskt består en bandrobot av ett bandbibliotek, ett antal bandstationer och en mekanisk arm som kan byta band.